# Фитнес функция
Фитнес функцията (на английски: fitness function) е термин от областта на оптимизацията с генетични алгоритми, с който се означава придаването на количествен израз на оптималността на дадено решение от дадена популация съгласно дадени предварително дефинирани критерии. С други думи, фитнес функцията е математическа функция, която за всяка итерация на генетичния алгоритъм оценява с количествена оценка качеството на всички конструирани кандидат-решения на оптимизационната задача в рамките на текущата популация. Така фитнес функцията дава възможност множеството различни решения в популацията да бъдат оценени и подредени и онези с по-добри стойности е по-вероятно да „оцелеят“ и да станат част от популацията на следващата итерация на генетичния алгоритъм. Фитнес функцията е аналог на понятието за приспособимост в естествения отбор.
За всяка отделна оптимизационна задача фитнес функцията е уникална и се определя в зависимост от детайлната формулировка на задачата. В частност, тя би трябвало да е гладка и да задава посоката, в която решенията се подобряват, идентифицирайки вида на най-доброто решение. Въпреки че съставянето на самата фитнес функция не представлява част от оптимизационната задача, добре конструираната функция може чувствително да увеличи шансовете за откриване на оптималното решение, включително и да намали броя итерации за достигане до това решение (т.е. да доведе до спестени изчислителни ресурси).